# Señorío de Lepe
El señorío de Lepe fue un señorío jurisdiccional español creado por Juan Alonso Pérez de Guzmán, i Conde de Niebla, en 1396. Su nombre se refiere al municipio andaluz de Lepe, en la provincia de Huelva. 

## Historia
En el marco de las alianzas matrimoniales entre los Guzmanes y los Zúñiga, Juan Alonso Pérez de Guzmán acuerda los esponsales de su segundo hijo, Alonso Pérez de Guzmán, con la hija de Diego López de Zúñiga (f. 1417), Leonor de Zúñiga. A este segundo hijo le lega en su testamento las villas de Ayamonte, La Redondela y Lepe, de forma que las desgaja del mayorazgo que hereda el primogénito, Enrique de Guzmán, ii conde de Niebla, quien se compromete a no reclamar en vida dicha división pese a estar en desacuerdo con la misma. 
Don Alonso de Guzmán, ii Señor de Lepe, se distancia de su familia primero con el casamiento con Mencía de Figueroa, hija de Lorenzo I Suárez de Figueroa, en lugar de con Leonor de Zúñiga, y después al tomar parte por los Infantes de Aragón en la Guerra civil castellana de 1437-1445. Este último hecho provoca que Juan Alonso Pérez de Guzmán (1410-1468), iii conde de Niebla y partidario del bando realista de Juan II de Castilla, aprovechase la ocasión para reclamar a su tío las villas de Lepe, Ayamonte y La Redondela y asaltar la primera de ellas en 1443. Don Alonso logra escapar a Ayamonte, pero su mujer Mencía y su hija Urraca resultan presas por el conde, quien consigue que el rey Juan II declare ilegítimo a su tío y le permita tomar las villas de este. Un año más tarde, en 1444, Don Alonso intentaría recuperar Lepe mientras el conde se encontraba en Sevilla, pero solo lograría ocupar la villa, no el castillo, y terminaría siendo apresado por el conde en el intento de huida a Ayamonte. Encarcelado en un torreón en Vejer de la Frontera y desposeído de todos sus bienes, Don Alonso deja testamento el 7 de mayo de 1444, en el que afirma haber poseído el señorío sin título justo y ruega al conde que cuide de su familia y encargue misas por su alma.
Juan Alonso Pérez de Guzmán, ya iii señor de Lepe, deja embarazada a doña Urraca, su prima e hija de don Alonso, con la que tiene dos hijos, Juan y Lorenzo. En 1448 le promete casarse con ella y dejar a sus hijos los señoríos de Lepe, La Redondela y Ayamonte, para lo que había obtenido previamente permiso regio en 1444 pero en 1454 acuerda con Álvaro de Zúñiga el matrimonio de su hija Teresa (concebida con otra mujer) con el hijo de este, Pedro de Zúñiga. Como dote por el casamiento, el conde ofrece las villas de Lepe, La Redondela y Ayamonte. Si bien se desconoce la causa del cambio de parecer del conde de Niebla, duque de Medina Sidonia desde 1445, el cronista de la Casa de Medina Sidonia, Pedro Barrantes, afirma que se debió a que doña Urraca era de  terrible condiçión, de forma que el conde perdió las ganas de casarse con ella cuando, fallecida su esposa María de la Cerda, tuvo ocasión de hacerlo.
Pedro de Zúñiga, iv señor consorte de Lepe, recibe en 1475 el título de i conde de Ayamonte. Su esposa Teresa, iv señora de Lepe, consigue establecer un mayorazgo con las villas de Ayamonte, Lepe y La Redondela a favor de su hijo Francisco de Zúñiga y Pérez de Guzmán, ii conde de Ayamonte y, desde 1521 i marqués de Ayamonte. A partir de ese momento, el señorío de Lepe permanece en manos de los marqueses de Ayamonte, aunque siguen usando el título de señor de Lepe. Un ejemplo de ello es la Ordenanza promulgada el 18 de febrero de 1543 por Alonso Francisco de Zúñiga y Sotomayor, ii marqués consorte de Ayamonte Lepe aparece como villa de señorío en el Catastro del Marques de Ensenada en 1750 y un informe de la visita ad limina del arzobispo de Sevilla en 1758 declara que las villas del marquesado de Ayamonte estaban incluidas en la vicaría de Lepe, lo que da cuenta de la importancia de esta villa dentro del mismo.
El señorío de Lepe desaparece finalmente la supresión de los señoríos jurisdiccionales en el siglo XIX.

## Señores de Lepe
- Juan Alonso Pérez de Guzmán, I señor de Ayamonte, Lepe y La Redondela, IV señor de Sanlúcar, I conde de Niebla
- Alonso Pérez de Guzmán, II señor de Lepe, La Redondela y Ayamonte, segundo hijo del I conde de Niebla.
- Juan Alonso Pérez de Guzmán, III señor de Lepe y La Redondela y Ayamonte, VI señor de Sanlúcar, III conde de Niebla y I duque de Medina Sidonia, hijo del II conde de Niebla y sobrino del II señor de Lepe, La Redondela y Ayamonte.
- Teresa Pérez de Guzmán y Guzmán, IV señora de Lepe, La Redondela y Ayamonte, hija natural del III conde de Niebla y I duque de Medina Sidonia.
- Pedro de Zúñiga y Manrique de Lara, IV señor consorte de Lepe, La Redondela y Ayamonte, I conde de Ayamonte, IX señor de Gibraleón, II conde de Bañares.

A partir de entonces, el señorío permanece vinculado al marquesado de Ayamonte hasta su abolición.